# Ferrucci (famiglia)

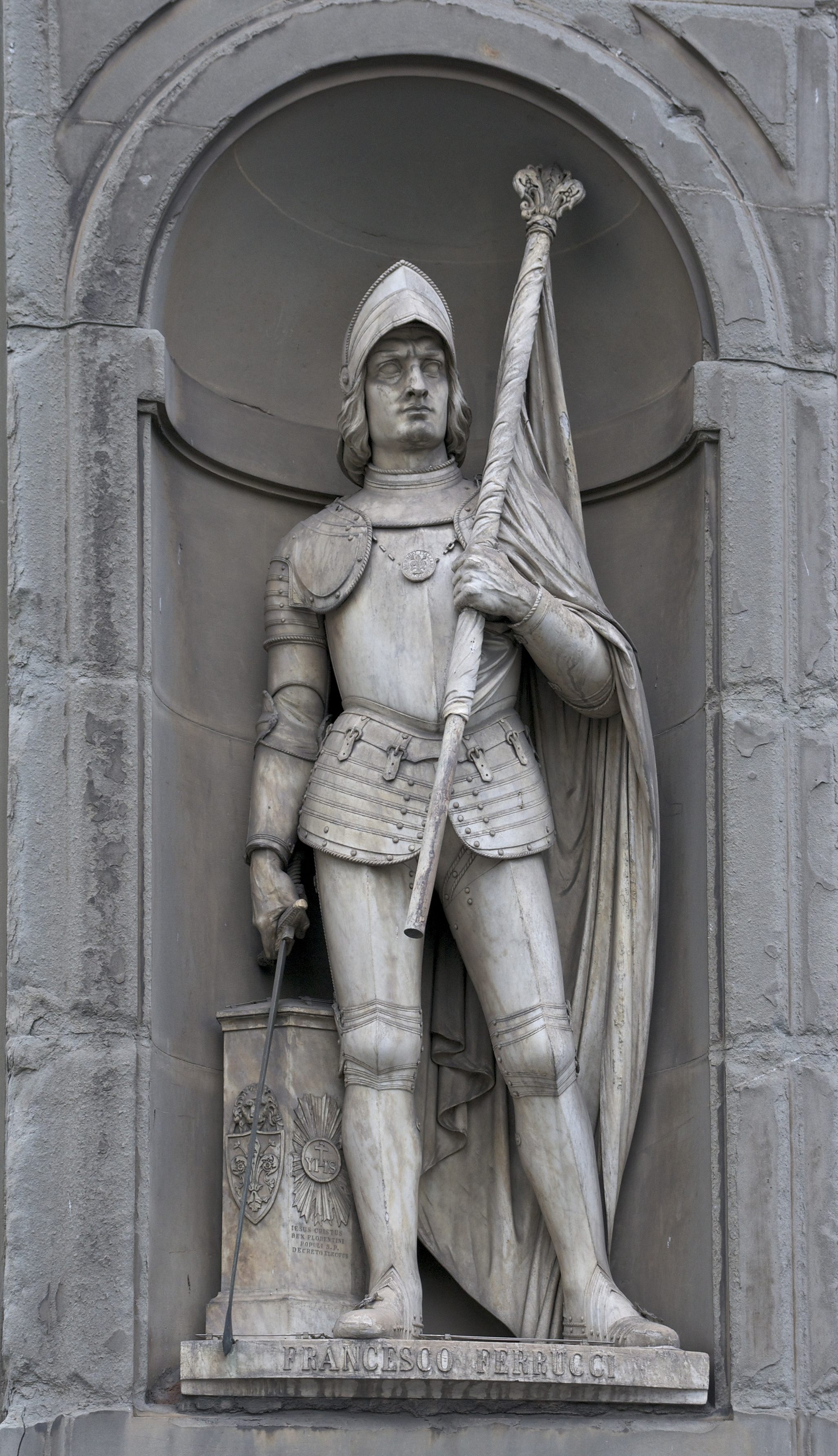
Francesco Ferrucci

I Ferrucci furono una famiglia patrizia di Firenze, a cui appartenne il condottiero Francesco Ferrucci.

## Storia familiare
Documentati a Firenze almeno dal 1235, quando Sprunello Ferrucci entrò nel Consiglio degli Anziani della repubblica di Firenze, erano probabilmente gente di popolo specializzata nel mestiere di ferraiuolo (da cui il nome familiare), residente nel quartiere di Santo Spirito. Lottieri Ferrucci fu tra gli incaricati di portare al cardinale Latino Malabranca Orsini la decisione di espellerlo dalla città, dopo il fallimento della sua missione di pace e la morte del suo protettore Niccolò III. 
I Ferrucci si arricchirono con un banco di cambio, e arrivarono a collezionare venti priorati nella storia della Repubblica. Nel 1484 Antonio di Lorenzo Ferrucci fu un valido uomo d'arme, che presenziò alla presa di Pietrasanta. Poco tempo dopo sorse l'astro dell'eroe della battaglia di Gavinana: Francesco Ferrucci, sicuramente l'esponente più importante della famiglia.

## Stemma
D'azzurro, con tre bande  d'oro doppiomerlate. Le bande e il color oro sono tipici della parte guelfa, mentre l'azzurro è un colore legato alle imprese militari, simboleggiante viglianza, amor patrio, fortezza e fama. 